# وینچستر (میزوری)
وینچستر (به انگلیسی: Winchester) یک شهر در ایالات متحده آمریکا است که در شهرستان سنت لوئیس، میزوری واقع شده‌است. وینچستر ۰٫۶۵ کیلومتر مربع مساحت و ۱٬۵۴۷ نفر جمعیت دارد و ۱۹۰ متر بالاتر از سطح دریا واقع شده‌است.